# Holotrichia
Holotrichia är ett släkte av skalbaggar. Holotrichia ingår i familjen Melolonthidae.

## Dottertaxa tillHolotrichia, i alfabetisk ordning[1]
- Holotrichia acutangula
- Holotrichia acutangularis
- Holotrichia acuticollis
- Holotrichia akolana
- Holotrichia alcocki
- Holotrichia amamiana
- Holotrichia andamana
- Holotrichia andrewesi
- Holotrichia angulicalcarata
- Holotrichia anthracina
- Holotrichia apoensis
- Holotrichia aritai
- Holotrichia assamensis
- Holotrichia atkinsoni
- Holotrichia bakeri
- Holotrichia banahaoensis
- Holotrichia barbata
- Holotrichia barbigera
- Holotrichia bardana
- Holotrichia behrensi
- Holotrichia bengalensis
- Holotrichia bhutanensis
- Holotrichia bicallosicephala
- Holotrichia bicolorata
- Holotrichia bidentata
- Holotrichia biehli
- Holotrichia bilobiceps
- Holotrichia biscuspis
- Holotrichia bombycina
- Holotrichia braeti
- Holotrichia brenskeiana
- Holotrichia brevispina
- Holotrichia brunnea
- Holotrichia brunneipennis
- Holotrichia burmanica
- Holotrichia calliglypta
- Holotrichia cameronica
- Holotrichia canlaonensis
- Holotrichia capella
- Holotrichia capitalis
- Holotrichia carinata
- Holotrichia carinifrons
- Holotrichia carmelita
- Holotrichia cavifrons
- Holotrichia cebuana
- Holotrichia celebensis
- Holotrichia cephalotes
- Holotrichia ceylonensis
- Holotrichia cheni
- Holotrichia chondropyga
- Holotrichia ciliaticollis
- Holotrichia clypealis
- Holotrichia cochinchina
- Holotrichia confusa
- Holotrichia consanguinea
- Holotrichia constricta
- Holotrichia convexifrons
- Holotrichia convexopyga
- Holotrichia costipennis
- Holotrichia costulata
- Holotrichia cuniculus
- Holotrichia dalatensis
- Holotrichia danjoensis
- Holotrichia dannymohagani
- Holotrichia deliana
- Holotrichia deliensis
- Holotrichia deplanata
- Holotrichia desiderata
- Holotrichia diomphalia
- Holotrichia disparilis
- Holotrichia dohrni
- Holotrichia dolini
- Holotrichia dorsalis
- Holotrichia dubiosa
- Holotrichia ebentera
- Holotrichia eberti
- Holotrichia egregia
- Holotrichia ernesti
- Holotrichia eurystoma
- Holotrichia excavaticollis
- Holotrichia farinosa
- Holotrichia felina
- Holotrichia femoralis
- Holotrichia fissa
- Holotrichia flachi
- Holotrichia flaviventris
- Holotrichia foveolata
- Holotrichia freyi
- Holotrichia frontalis
- Holotrichia furcifer
- Holotrichia geilenkeuseri
- Holotrichia glabriclypeata
- Holotrichia glabricollis
- Holotrichia glabrifrons
- Holotrichia gradatifrons
- Holotrichia gressitti
- Holotrichia guandaoshana
- Holotrichia hainanensis
- Holotrichia hankowiensis
- Holotrichia helleri
- Holotrichia herwangshana
- Holotrichia heterodactyla
- Holotrichia heteropyga
- Holotrichia heterotincta
- Holotrichia hirsuta
- Holotrichia horishana
- Holotrichia hualiensis
- Holotrichia impressa
- Holotrichia impressicollis
- Holotrichia imugana
- Holotrichia inducta
- Holotrichia insecata
- Holotrichia intersa
- Holotrichia iridescens
- Holotrichia iridipennis
- Holotrichia javana
- Holotrichia kanarana
- Holotrichia kandulawai
- Holotrichia karschi
- Holotrichia kaszabi
- Holotrichia kiotonensis
- Holotrichia koraiensis
- Holotrichia kulzeri
- Holotrichia kunmina
- Holotrichia kwatungensis
- Holotrichia laevigata
- Holotrichia lata
- Holotrichia latecostata
- Holotrichia laticeps
- Holotrichia laticollis
- Holotrichia liukueinsis
- Holotrichia longicarinata
- Holotrichia longilamellata
- Holotrichia longipennis
- Holotrichia longiuscula
- Holotrichia loochooana
- Holotrichia luangia
- Holotrichia luridipennis
- Holotrichia luzonica
- Holotrichia madurensis
- Holotrichia magna
- Holotrichia malaccensis
- Holotrichia malindangensis
- Holotrichia marginicollis
- Holotrichia marmorata
- Holotrichia mausonia
- Holotrichia maxima
- Holotrichia microsquamosa
- Holotrichia mindanaona
- Holotrichia mindoroensis
- Holotrichia miranda
- Holotrichia mizusawai
- Holotrichia moana
- Holotrichia montana
- Holotrichia monticola
- Holotrichia montivaga
- Holotrichia motschulskyi
- Holotrichia mucida
- Holotrichia murzini
- Holotrichia mus
- Holotrichia nagpurensis
- Holotrichia nathani
- Holotrichia negrosiana
- Holotrichia nepalensis
- Holotrichia nicobarica
- Holotrichia nigra
- Holotrichia nigrescens
- Holotrichia nigricollis
- Holotrichia nigrofusca
- Holotrichia nilgiria
- Holotrichia nilgirina
- Holotrichia niponensis
- Holotrichia nitida
- Holotrichia notaticollis
- Holotrichia nubiliventris
- Holotrichia oblita
- Holotrichia obscura
- Holotrichia obscuripennis
- Holotrichia occipitalis
- Holotrichia ochrogaster
- Holotrichia omeia
- Holotrichia opacipennis
- Holotrichia opuana
- Holotrichia ovata
- Holotrichia pagana
- Holotrichia pallidipennis
- Holotrichia parallela
- Holotrichia parva
- Holotrichia parvioculata
- Holotrichia perotteti
- Holotrichia pexicollis
- Holotrichia philippinica
- Holotrichia picea
- Holotrichia pilifrons
- Holotrichia pilipyga
- Holotrichia pilosa
- Holotrichia pinguis
- Holotrichia plagiata
- Holotrichia planipennis
- Holotrichia platypyga
- Holotrichia porosa
- Holotrichia problematica
- Holotrichia promeana
- Holotrichia protracta
- Holotrichia pruinosella
- Holotrichia pruinosipennis
- Holotrichia pubifemorata
- Holotrichia pulvinosa
- Holotrichia puttalana
- Holotrichia pygidialis
- Holotrichia quadrangulata
- Holotrichia remorata
- Holotrichia repetita
- Holotrichia reynaudi
- Holotrichia richteri
- Holotrichia rosettae
- Holotrichia rotundiceps
- Holotrichia rubida
- Holotrichia rufescens
- Holotrichia rufina
- Holotrichia rufodorsalis
- Holotrichia rufoflava
- Holotrichia rufofulva
- Holotrichia rufula
- Holotrichia rufus
- Holotrichia rugans
- Holotrichia rugata
- Holotrichia rugaticollis
- Holotrichia rugatifrons
- Holotrichia rugifrons
- Holotrichia rustica
- Holotrichia sakuraii
- Holotrichia sauteri
- Holotrichia schereri
- Holotrichia schmitzi
- Holotrichia scrobiculata
- Holotrichia scrobipennis
- Holotrichia sculpticollis
- Holotrichia sculptifrons
- Holotrichia scutata
- Holotrichia scutulata
- Holotrichia semihirta
- Holotrichia semiserrata
- Holotrichia semitomentosa
- Holotrichia senegalensis
- Holotrichia sericeicollis
- Holotrichia sericina
- Holotrichia serrata
- Holotrichia serraticollis
- Holotrichia serricollis
- Holotrichia serrulata
- Holotrichia seticollis
- Holotrichia setiventris
- Holotrichia setosa
- Holotrichia setosifrons
- Holotrichia severini
- Holotrichia sexspecula
- Holotrichia sharpi
- Holotrichia shibatai
- Holotrichia shishona
- Holotrichia shizumui
- Holotrichia siamensis
- Holotrichia sichotana
- Holotrichia signatifrons
- Holotrichia sikkimana
- Holotrichia sikkimensis
- Holotrichia similis
- Holotrichia simillima
- Holotrichia singhalensis
- Holotrichia sjoestedti
- Holotrichia sororia
- Holotrichia sorsogona
- Holotrichia squamuligera
- Holotrichia standfussi
- Holotrichia staudingeri
- Holotrichia stylifer
- Holotrichia subiridea
- Holotrichia subrugata
- Holotrichia subrugipennis
- Holotrichia subrugosa
- Holotrichia succedanea
- Holotrichia sulana
- Holotrichia sumatrana
- Holotrichia sumatrensis
- Holotrichia sumbawana
- Holotrichia szechuanensis
- Holotrichia taiwana
- Holotrichia tarsalis
- Holotrichia teinzoana
- Holotrichia tenasserima
- Holotrichia tenuitibialis
- Holotrichia tetarana
- Holotrichia titanis
- Holotrichia tjibodasia
- Holotrichia tokara
- Holotrichia tonkinensis
- Holotrichia truncata
- Holotrichia tsignata
- Holotrichia tuberculata
- Holotrichia umbrata
- Holotrichia undulata
- Holotrichia unguicularis
- Holotrichia ungulata
- Holotrichia ussuriensis
- Holotrichia wangerbaoensis
- Holotrichia wangi
- Holotrichia waterstradti
- Holotrichia vernicata
- Holotrichia vethi
- Holotrichia weyersi
- Holotrichia vidua
- Holotrichia wiebesi
- Holotrichia vietnamensis
- Holotrichia yamayai
- Holotrichia yatungensis
- Holotrichia yui
- Holotrichia yunnana